# كأس إيطاليا 2000–01
كأس إيطاليا 2000–01 (بالإيطالية: Coppa Italia 2000-2001)‏ هو الموسم 54 من كأس إيطاليا. أشرف على تنظيمه اتحاد إيطاليا لكرة القدم، وكان عدد الأندية المشاركة فيه 48، وفاز فيه نادي فيورنتينا.